# Etherové komplexy přechodných kovů

Struktura komplexu HfCl_{4}(thf)_{2}.

Etherové komplexy přechodných kovů jsou komplexní sloučeniny obsahující etherové ligandy. Nejčastějšími etherovými ligandy jsou diethylether a tetrahydrofuran, z chelatujících pak glykolethery dimethoxyethan (dme) a diglym, a crown ethery. V důsledku lipofility jsou mnohé tyto komplexy rozpustné v organických rozpouštědlech, což usnadňuje jejich využití v chemické syntéze. Diether 1,4-dioxan bývá obvykle můstkovým ligandem.

## Struktura a reakce

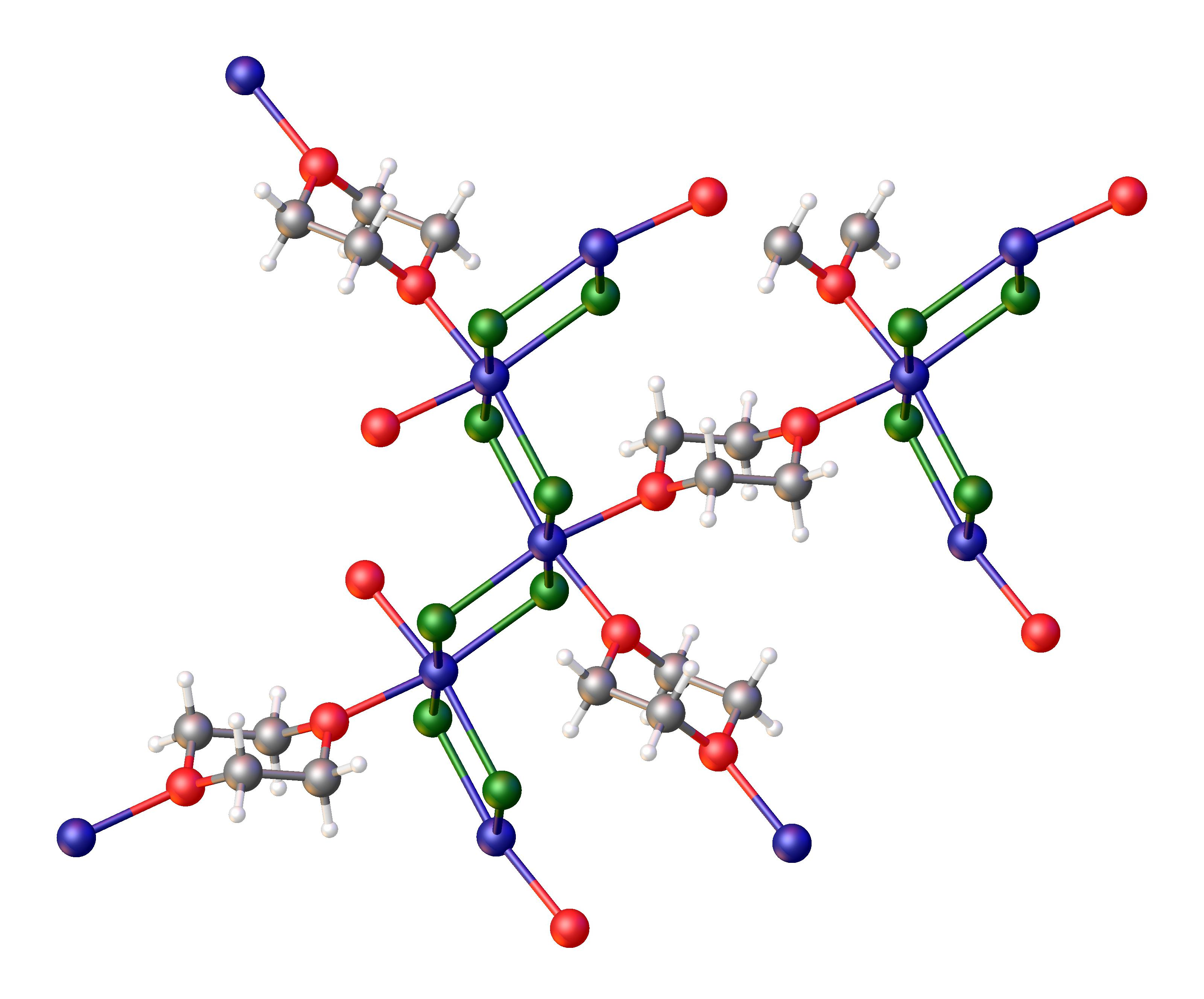
Téměř ve všech svých komplexech je dioxan můstkovým ligandem; jako příklad je uveden jeho koordinační polymer s chloridem kobaltnatým.

Ethery jsou σ-donory, podle teorie krystalového pole patří mezi slabé ligandy. Vlastnostmi se podobají molekulám vody v aquakomplexech, ovšem nevytváří vodíkové vazby. Etherový kyslík má geometrii blízkou trigonálně rovinné.
V důsledku mírné zásaditosti se etherové ligandy dají snadno nahradit jinými; jinak jsou poměrně málo reaktivní. Cyklické ethery, jako je tetrahydrofuran, se mohou reakcemi se silně elektrofilními halogenidy kovů otevírat nebo deoxygenovat; například reakcí chloridu wolframového s tetrahydrofuranem vzniká 1,4-dichlorbutan:
WCl6 + OC4H8 → WOCl4 + Cl(CH2)4Cl
Při vyšších koncentracích THF se vytváří polytetrahydrofuran.

## Příklady
Ethery patří k objemnějším ligandům, takže homoleptické (s ligandy stejného druhu) komplexy nejsou u nich běžné, přesto se však mohou vytvořit u slabě koordinujících aniontů, jako jsou BAr F-
4  a Al(ORF) −
4 .
- [V(thf)6](BArF4)2[5]
- [Mn(thf)6](Mn(CO)5]2[6]
- [[Fe(thf)6]][BArF24]2[7]
- [Ni(thf)6][Al(ORF)4]2[8]

### Komplexy halogenidů

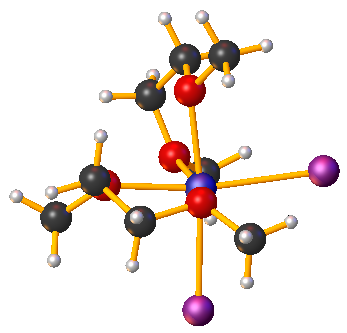
Struktura NiI_{2}(dme)_{2}; součet velikostí úhlů při O je 352°, což ukazuje na téměř rovinnou geometrii. Červená = O, fialová = I, modrá = Ni, černá = C.

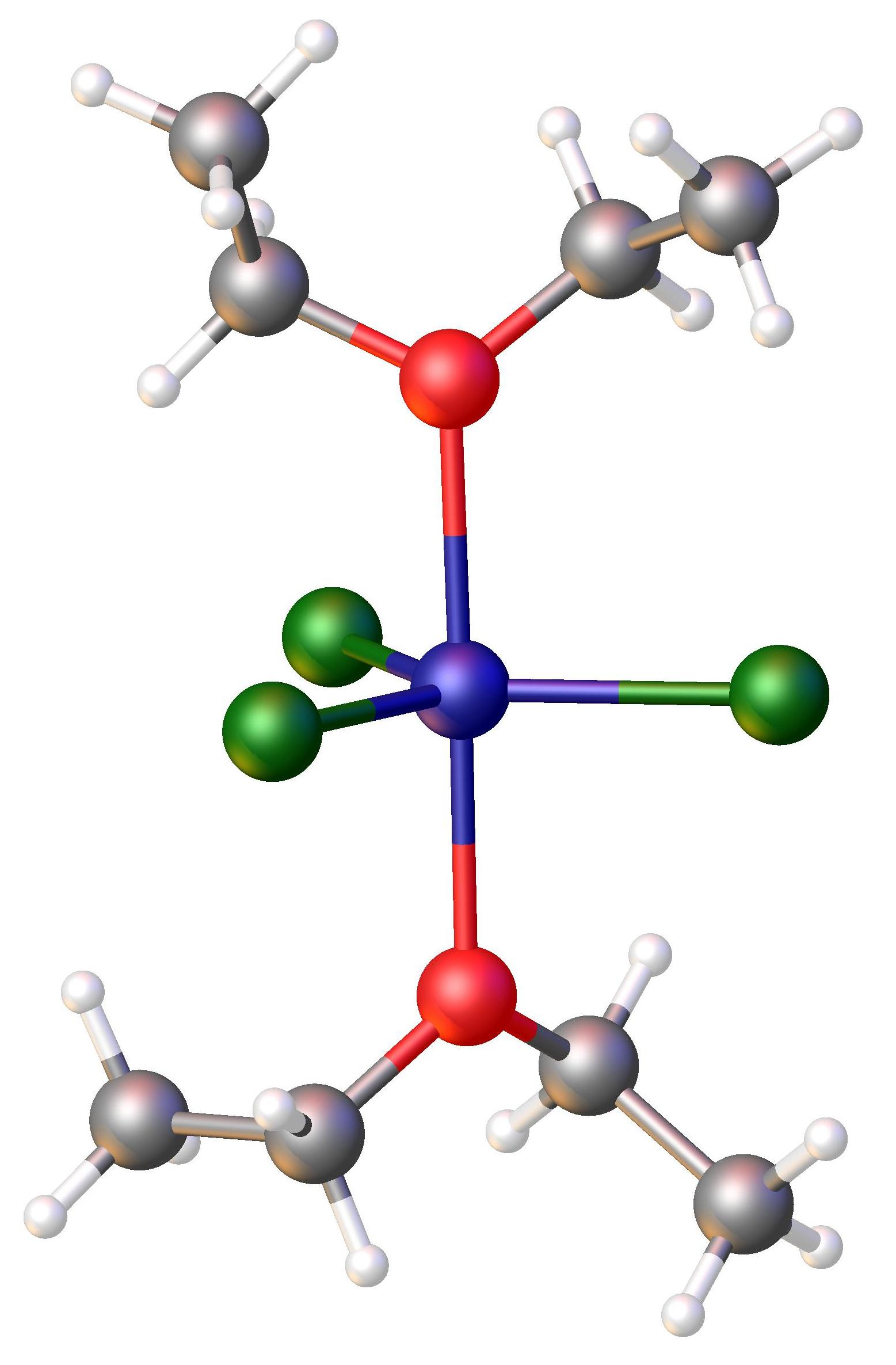
Struktura FeCl_{3}(diethylether)_{2}; zelená = Cl, modrá = Fe, červená = O

Podrobně prozkoumanou skupinou etherových komplexů jsou sloučeniny chloridů a tetrahydrofuranu. Tato skupina má mnohá syntetická využití, protože se její sloučeniny rozpouští v organických rozpouštědlech a bývají bezvodé.  
| Vzorec                 | Koordinační sféra | Zbarvení                              |
| ---------------------- | ----------------- | ------------------------------------- |
| TiCl4(thf)2            | TiO2Cl4           | žlutý                                 |
| TiCl3(thf)3            | TiO3Cl3           | modrý                                 |
| [TiCl3(thf)2]2         | TiO2Cl4           | zelený                                |
| ZrCl4(thf)2            | ZrO2Cl4           | bílý                                  |
| HfCl4(thf)2            | HfO2Cl4           | bílý                                  |
| VCl3(thf)3             | VO3Cl3            | růžový                                |
| VCl3(thf)2]2           | VO2Cl4            | červený                               |
| NbCl4(thf)2            | NbO2Cl4           | žlutý                                 |
| Ta3Cl9(thf)4           | TaO2Cl4 a TaOCl5  |                                       |
| CrCl3(thf)3            | CrO3Cl3           | růžový                                |
| MoCl4(thf)2            | MoO2Cl4           | růžový                                |
| MoCl4(Et2O)2           | MoO2Cl4           | béžový                                |
| MoCl3(thf)3            | MoO3Cl3           | červený                               |
| WCl4(Et2O)2            | WO2Cl4            | žlutý                                 |
| MnCl3(thf)3            | MnO3Cl3           | hnědofialový                          |
| TcCl4(thf)2            | TcO2Cl4           | žlutý                                 |
| ReCl4(thf)2            | ReO2Cl4           | zelený                                |
| Fe4Cl8(thf)6           | FeO2Cl3, FeO2Cl4  | hnědý[zdroj?]                         |
| FeCl3(thf)2            | FeO2Cl3           | poobný komplex diethyletheru je hnědý |
| FeCl3(OEt2)2           | FeO2Cl3           | hnědý                                 |
| Co4Cl8(thf)6           | CoO2Cl3, CoO2Cl4  | modrý                                 |
| [CoCl2(dme)]2          | CoO2Cl3           |                                       |
| NiCl2(dimethoxyethan)2 | NiCl2O4           | žlutý                                 |
| [Cu2Cl4(thf)3]n        | CuO2Cl4, CuOCl4   | oranžový                              |
| ZnCl2(thf)2            | ZnO2Cl2           | bílý                                  |

### Karbonyly s etherovými ligandy
- M(CO)5(thf) (M = Cr, Mo, W)[3]
- Mo(CO)3(diglym)